# LISTSERV
LISTSERVは、複数の電子メールアドレスのうちのどれかにユーザが電子メールを送ると多くの人に届く、という形のものとしては初の電子メーリングリストソフトウェアである。1986年に発表された後、ほかにもいくつかのリスト管理ツールが開発されるようになった。1997年のLyris ListManager、同年のSympa、1998年のGNU Mailmanなどである。
LISTSERV以前は、電子メールのメーリングリストは手作業で保守されていた。リストに参加したりリストから脱退したりしたければ、人間のリスト管理者に追加や削除を頼まなければならなかった。リストを討論に利用することがさかんになると、このような手続きは手間がかかると感じられるようになった。
LISTSERVは1986年から1993年までフリーウェアだったが、現在はL-Soft (LISTSERVの作者エリック・トーマス〔Eric Thomas〕が1994年に設立) が開発する商用製品である。無償版はリスト10個、リストあたりの登録者500件までという制限があり、同社のウェブサイトからダウンロードできる。

## 歴史
1986年に、エリック・トーマスはメーリングリスト自動管理の着想を得た。この年、パリの学生であった彼が、現在LISTSERVとして知られるソフトウェアを開発したのである。初期のソフトウェアの仕様はトーマスが開発したもので、これには人的な管理作業によらずにLISTSERVにコマンドを送ることでリストへの登録やリストからの登録解除ができる機能や、リストの所有者 (システム管理者とは別) が購読者の追加や削除をしたり、登録通知メッセージなどシステムメッセージの雛形を変更したりできる機能があった。LISTSERVはその後も革新を続け、1993年にはダブル・オプトインの機能 (登録コマンドを送ると送信者自身に登録確認の方法を書いたメッセージが自動返信される) が、1995年には初のスパムフィルタの機能が導入された。「listserv」の名は、会議室や掲示板のウェブサイトのような他のインターネット事業に対してもたびたび使われた。最も著名なものとしてはStandard Listserv Registry (SLR) (www.listserv.org) がある。これはlistservのメーリングリストを集め、インデクス化してウェブベースで検索可能にしたものである。

## 商標
「LISTSERV」は米国特許商標庁、スウェーデン特許庁 (PRV) による登録商標である。そのため、「listserv」という語を他の製品や電子メールによるメーリングリスト一般の意味で用いることは商標の誤用にあたる。一般的なものを指す言葉は通常、リストそのものは「メーリングリスト」(electronic mailing list)、「elist」、「email list」であり、リストを管理するソフトウェア製品は「メーリングリスト管理ソフトウェア」(email list manager)、「メーリングリストソフトウェア」(email list software) である。

## 安全性
LISTSERVにはエフセキュアウイルス対策ソフトウェアが組み込まれており、メーリングリストに投稿されるすべてのメッセージとその添付ファイルをウイルス検査する。このような組み込みのコンピュータウイルス防御機能をもつ電子メーリングリストソフトウェアはLISTSERVが初で、その後も他にはない。ウイルスを検知すると、メッセージを自動的に拒否する。
バージョン15.0までは、個人ユーザのパスワードが平文で格納されていたため、同ソフトウェアの設定で「サイト管理者」(Site Manager) あるいは「ポストマスター」(Postmaster) になっているユーザはパスワードを知ることができた。バージョン15.5からは、パスワードを暗号化して格納するようになった。

## 版による相違
LISTSERVにはライセンスによっていくつかの版がある。LISTSERV 無償版 (Free Edition) は非商用のホビーユースのため。LISTSERV Liteは小規模向け。LISTSERV Classicが標準の完全機能版。ほかにLISTSERV HPO (High Performance Option) およびLISTSERV Maestro (電子メールによる出版や報道向けに特化したカスタマイズ版) がある。

## 対応しているオペレーティングシステム
LISTSERVは現在、次のオペレーティングシステムで動作する。Linux、Solaris、FreeBSD、AIX、Mac OS X、OpenVMS、HP-UX、Tru64, z/VM、Microsoft Windows (XP、2000、2003、Vista、2008、7)。

## 歴史上のソフトウェア——BITNIC LISTSERV (1984-1986年)
IBM VM汎用機でメーリングリストを実装できるプログラムで、1984年にアイラ・フュークス (Ira Fuchs)、ダニエル・オバースト (Daniel Oberst)、リッキー・ヘルナンデス (Ricky Hernandez) が開発した。このメーリングリストサービスはLISTSERV@BITNICとして知られ、たちまちBITNETの主要なサービスとなった。Sendmailのエイリアス (電子メールアドレスをほかの電子メールアドレスやプログラムへの転送に使える仕組み) と似た、手作業で管理される機能を提供した (当時、SendmailはIBM汎用機では動作しなかった)。1986年にトーマスのLISTSERVがリリースされてから、LISTSERV@BITNICはリストの自動管理機能を提供できるよう強化されたが、数箇月後にBITNICがトーマスのLISTSERVをインストールしたため、放棄された。
同じころ、ノースカロライナ州立大学がBITNICのコードのコピーを入手して同大学の汎用機で稼働させていた (LISTSERV@NCSUVM)。これは実際には、アラン・B・クレッグ (Alan B. Clegg) による改良を施した改造版のコードであった。同大学も1986年にトーマスのLISTSERVに切り替えた。
BITNICの製品とトーマスの製品は、名前は同じだが無関係である。両製品とも、互いのコードを使ってはいない。